# Theodor Becker (Zoologe)

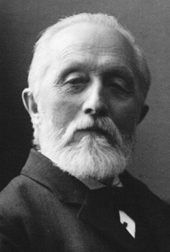
Theodor Becker 1920

Theodor Becker (* 23. Juni 1840 in Wahlstorf (Holstein); † 30. Juni 1928 in Liegnitz) war ein deutscher Bauingenieur und Entomologe.

## Leben
Theodor Becker wurde als Sohn eines Landgutpächters in Wahlstorf geboren. Er besuchte das Gymnasium in Plön und studierte anschließend an der Technischen Hochschule Hannover und an der ETH Zürich Ingenieurwissenschaften. In Hannover wurde er 1860 Mitglied der Landsmannschaft Slesvico-Holsatia, des späteren Corps Slesvico-Holsatia. 1868 ließ er sich zunächst in Kiel als selbständiger Architekt nieder. Am Deutsch-Französischen Krieg nahm er als Freiwilliger des Johanniterordens teil.
1874 nahm er die Wahl der Stadt Liegnitz zu ihrem Stadtbaurat an und zog dorthin. Zu seinen Bauten, die von seinen Zeitgenossen als bleibende Denkmäler angesehen wurden, gehörten unter anderem das alte Wasserwerk und die Reichsbank. Nach zwei Wahlperioden als Stadtbaurat setzte er sich mit 47 Jahren als Baubeamter zur Ruhe und widmete sich fortan seinen wissenschaftlichen Studien in der Erforschung der Dipteren.
Seine erste Veröffentlichung erschien 1887 nach einem Aufenthalt in St. Moritz. Zur Erforschung der Dipteren führte er zahlreiche ausgedehnte Forschungsreisen durch, die ihn nach Dalmatien, Ägypten, Algerien, Tunesien, Madeira, auf Korfu (1903), die kanarischen Inseln, nach Korsika (1907), in die Basses-Alpes und die Dauphiné (1908), in den Ural (1909), nach Jemtland und Lappland (1910), in die Pyrenäen (1911) und nach Südungarn (1912).
Zwischen 1894 und 1900 sichtete und beschrieb er verschiedene Dipterenfamilien, nämlich die Gattung Chilosia, die Scatomyziden Sapromyziden, Lonchaeiden, Ephydriden und Pipunculiden. In einer Folge von Arbeiten beschrieb er über alle Erdteile die Familie der Chloropiden (1910–1912) und die Familie der Dolichopodiden (1917–1919). Seine letzte Publikation verfasste er 1926 im Alter von 86 Jahren.

## Sammlung
Beckers Dipteren-Sammlung befindet sich im Museum für Naturkunde in Berlin.

## Ehrungen
- 1904 wurde er zum Mitglied der Deutschen Akademie der Naturforscher Leopoldina gewählt.[3]
- 1920, anlässlich seines 80. Geburtstages, verlieh ihm die Universität Breslau die Ehrendoktorwürde eines Dr. phil. h. c.
- 1920, am 13. Juli, widmeten ihm die deutschen Dipterologen in den Zoologischen Jahrbüchern eine Festschrift über 448 Seiten mit insgesamt 18 Beiträgen.
- Zahlreiche neuentdeckte Dipteren wurden nach Theodor Becker benannt.

## Schriften
- Beiträge zur Kenntnis der Dipteren-Fauna von St. Moritz. In: Entomologische Zeitschrift, Vol. 31, 1887, S. 93–141; 1. Fortsetzung, ebendort, Vol. 33, 1889, S. 169–191.
- Revision der Gattung Chilosia Meigen. In: Nova Acta der Leopoldinisch-Carolinischen Akademie der Naturforscher, Vol. 62, 1894, S. 197–521.
- Dipterologische Studien. I. Scatomyzidae. In: Entomologische Zeitschrift, Vol. 39, 1894, S. 77–196.
- Dipterologische Studien. II. Sapromyzidae. In: Entomologische Zeitschrift, Vol. 40, 1895, S. 171–264.
- Dipterologische Studien. III. Lonchaeidae. In: Entomologische Zeitschrift, Vol. 40, 1895, S. 313–344.
- Dipterologische Studien. IV. Ephydridae. In: Entomologische Zeitschrift, Vol. 41, 1896, S. 91–276.
- Dipterologische Studien. V. Pipunculidae. In: Entomologische Zeitschrift, Vol. 42, 1897, S. 25–100, Vol. 45, 1900, S. 215–252.
- Chloropidae. Eine monographische Studie. I. Teil. Palaearktische Region. In: Arch. zool. (Budapest), Vol. 1, 1910, S. 33–174. Nachtrag, p. 197–200.
- Chloropidae. Eine monographische Studie. II. Teil. Aethiopische Region. In: Ann. Mus. nat. Hungar., Vol. 8, 1910, S. 377–443.
- Chloropidae. Eine monographische Studie. III. Teil. Die indo-australische Region. In: Ann. Mus. nat. Hungar., Vol. 9, 1911, S. 35–170.
- Chloropidae. Eine monographische Studie. IV. Teil. Nearktische Region. In: Ann. Mus. nat. Hungar., Vol. 10, 1912, S. 21–120.
- Chloropidae. Eine monographische Studie. V. Teil. Neotropische Region. In: Ann. Mus. nat. Hungar., Vol. 10, 1912, S. 121–234. Nachtrag, S. 235–256.
- Dipterologische Studien. Dolichopodidae. I. Teil. In: Nova Acta der Leopoldinisch-Carolinischen Akademie der Naturforscher, Vol. 102, No. 2, 1917, S. 113–361.
- Dipterologische Studien. Dolichopodidae. II. Teil. In: Nova Acta der Leopoldinisch-Carolinischen Akademie der Naturforscher, Vol. 103, No. 3, 1918, S. 204–315.
- Dipterologische Studien. Dolichopodidae. III. Teil. In: Nova Acta der Leopoldinisch-Carolinischen Akademie der Naturforscher, Vol. 104, No. 2, 1919, S. 35–212.
- Ephydridae. Die Fliegen der paläarktischen Region. Lieferung 10 von Erwin Lindner, 1926.

Insgesamt hat Theodor Becker 117 entomologische Publikationen verfasst oder war an ihnen beteiligt.